# Canon de 203 mm/53 Ansaldo
Pour les articles homonymes, voir Ansaldo (homonymie).
Le canon de 203 mm/53 Ansaldo est un canon naval fabriqué par Ansaldo, utilisé par la Regia Marina sur les croiseurs lourds de la classe Zara.

## Histoire
Jusqu'à la Première Guerre mondiale, la marine italienne avait principalement utilisé des canons de conception et de production étrangères, pour la plupart anglaises. Après la Grande Guerre, il a été décidé de recourir à des armes de production nationale. Le retard italien dans le secteur fut considérable et l'industrie fut sollicitée pour un énorme effort technologique. La production impliqua tous les calibres. Ansaldo développa le canon de 203 mm modèle 1924 (en) pour les croiseurs lourds de la classe Trento au début des années 1920. L'arme, bien que particulièrement légère, ne rencontra pas le succès escompté, notamment en raison de la forte dispersion des tirs due à la double installation sur affût simple. En fait, l'arme, entrée en service en 1928, n'équipait que les 4 tourelles doubles modèle 1924 du Trento et Trieste, tandis que pour la classe Zara le système fut développé à partir du 203/53 modèle 1927 et pour le Bolzano le 203/53 modèle 1929.
Ces navires représentaient les exemples les plus réussis de la catégorie dans la Regia Marina et ont servi pendant la Seconde Guerre mondiale.

## Munitions

### Charges de propulseur
Initialement, les obus perforants et hautement explosifs utilisaient deux charges propulsives différentes, toutes deux utilisant initialement de la poudre C (sans fumée), dans deux sacs (plus tard, à mesure de la disponibilité, elles ont été remplacées par des poudres de type NAC et FC4). Les obus APC utilisaient une charge de 50,8 kg pour une pression de 3 360 kg / cm2 et une vitesse initiale de 960 mètres par seconde, tandis que les obus HE utilisaient une charge de 41,8 kg pour une pression de 3 250 kg / cm2 et une vitesse initiale de 940 mètres par seconde. En raison de l'expérience de dispersion excessive des canons, il a été décidé de réduire la vitesse initiale des obus APC en utilisant la même charge (plus faible) que les obus HE - 41,8 kg. Cette pression a réduit au même niveau que les obus HE, et la vitesse initiale de l'APC est tombée à 900 mètres par seconde, avec l'avantage supplémentaire de simplifier l'approvisionnement en munitions (puisque les mêmes charges ont donc été utilisées pour tous les types de munitions). Cet effort, cependant, n'a pas sensiblement affecté la dispersion, puisque la racine du problème était le montage des canons dans un berceau commun, plutôt que la vitesse élevée des armes.
Au départ, ces armes, comme la plupart des canons de gros calibre de la Regia Marina, manquaient de poudre sans flash (vampa ridotta), qui était nécessaire pour les combats de nuit. Les premiers tests de poudre flashless sur le 203 mm n'ont eu lieu qu'au début de 1941, à bord du croiseur Fiume.

### Obus
AP :  obus perforants utilisés par le 203 mm / 53, connus sous le nom de « Granata Perforante » (« obus perforants »). Leur masse (125,3 kg) était moyenne pour leur calibre), avec une charge d'éclatement inférieure à la moyenne des obus Granata Perforante (3,57 à 5,57%), mais supérieure à l'autre type de tir perforant (Palla / Proiettile Perforante, 1,15 à 1,69%), à 2,51%, soit 3,157 kg de TNT. Les obus disposait d'un capuchon perforant de blindage de type gaine en acier, tandis que le capuchon balistique était en aluminium (bien qu'à un moment donné, ils étaient en alliage de magnésium) et mesuraient 87,4 cm de long, soit 4,17 calibres de long.
HE :  obus hautement explosifs (Granata Dirompente), pesant 110,57 kg et ayant une charge d'éclatement de 7,5 kg de TNT (6,8%). Bien que ces obus soient généralement fusionnées par le nez, certaines peuvent avoir eu des fusibles de base.
| Type d'obus | Masse     | Charge   | Type de fusible                   | Vitesse initiale | Portée            |
| ----------- | --------- | -------- | --------------------------------- | ---------------- | ----------------- |
| AP          | 125,3 kg  | 3,157 kg | Fusible de base à action retardée | 900 m/s          | 31 324 m à 45 °   |
| HE          | 110,57 kg | 7,5 kg   | Fusible instantané de nez         | 940 m/s          | 30 547 m * à 45 ° |

* La portée correspond à une vitesse répertoriée de 930 m/s
Comme mentionné précédemment, la vitesse d'origine était de 960 m/s. La portée maximale à une élévation de + 45 ° était de 34 208 m à une vitesse de 950 m/s.

### Armes de rôle, de performance et d'époque comparables
- Canon de marine de 8 pouces BL Mk VIII équivalent britannique
- Canon de 203 mm modèle 1924 équivalent français
- Canon de marine de 20,3 cm SK C/34 équivalent allemand
- Canon de 20 cm/50 Type 3 équivalent japonais
- Canon de 8 pouces/55 calibres équivalent américain